# Бережок (Московская область)
Бережок — деревня в составе Темпового сельского поселения Талдомского района Московской области. Население — 1 чел. (2010).
Деревня расположена на правом берегу реки Дубна до впадения в неё Сестры, рядом с деревнями Зятьково и на левом берегу Веретьево, Иванцево, Стариково.
Непосредственно через деревню общественный транспорт не проходит. Автобусы ходят только от деревни Зятьково, сначала по проселочной дороге, которая выходит на трассу Р112 на Талдом. Расстояние до Талдома 16 километров.
Из истории Талдомского района о деревне известно следующее
Вознесенского девичья монастыря, что на Москве в Кремле городе в вотчине:
деревня Бережок на реке на Дубне, а в ней во дворе бобыль Мокейка Иванов, у него сын Петрушка да племянник Панка Семенов, пашни паханые 5 четвертей да перелогом и лесом поросло 4 четверти в поле, а в дву по тому ж, сена 20 копен…
«Кашинская писцовая книга 1628—1629 гг.»
В 1781 году деревня Бережкова, состоит в Ведомстве государственных имуществ, 8 дворов, 48 жителей, в 1851 году 11 дворов, 63 жителя. В 1862 году деревня со 13 дворами, мужских душ — 36, женских — 33.
До муниципальной реформы 2006 года входила в Юдинский сельский округ.

## Население
Изменение численности населения по данным переписей и ежегодных оценок:
| год  | 1781 | 1851 | 1862 | 2006 | 2010 |
| ---- | ---- | ---- | ---- | ---- | ---- |
| чел. | 48   | ▲63  | ▲69  | ▼0   | ▲1   |